# 元会儀礼
元会儀礼（げんかいぎれい）は、年頭に君主が臣下及び従属国の使節から受ける新年拝賀の儀式をいう。

## 中国における元会儀礼
中国における元会儀礼は儀式の次第が確立した唐の時代にはじまる。毎年、正月に皇帝が臣下より年頭の新年拝賀を受けるため、長安の大極殿から殿庭にかけて、九品以上の位階を有する官僚、地方の各州より上洛した使節団が伺候し、儀仗兵と従者、芸能を司る楽団員がこれをもてなした。これにより、中国における元会儀礼の参列者は中央官僚、使節に楽団員を加えて数万人に昇り、数多の臣民により皇帝に対する拝賀の儀式が行われた。また、その後の会議では、皇帝の長寿を言祝ぐ上寿酒礼がなされ、参列者には酒食が施された。その後、元会儀礼では臣下より皇帝への賀詞及び皇帝の答礼、国内諸州からの上表文・瑞祥の奏上、諸州及び諸外国からの貢納が行われた。これらの式の意義は新年の挨拶に留まるものではなく、君臣関係の確認が主な使命であった。

## 日本における元会儀礼
日本においては奈良時代、大化2年(646年)の正月に朝廷が催した賀正礼(みかどおがみ)がはじまりである。平安時代に至ると唐風の儀式が導入されるようになり、公卿諸大夫はもとより地方の国府からの祝意の贈呈と貢納がなされた。日本の元会儀礼の特徴は主として外国使節を対象としていることにある。